# Brétigny-sur-Orge
Brétigny-sur-Orge är en kommun i departementet Essonne i regionen Île-de-France i norra Frankrike och är en av de sydliga förstäderna till Paris ca 26,7 km från Paris centrum. Kommunen ligger i kantonen Brétigny-sur-Orge som tillhör arrondissementet Palaiseau. År 2022 hade Brétigny-sur-Orge 26 658 invånare.

## Befolkningsutveckling
Antalet invånare i kommunen Brétigny-sur-Orge
| Referens: INSEE |